# 长花枝杜若
长花枝杜若（学名：Pollia secundiflora），又名丛林杜若，为鸭跖草科杜若属的植物。分布在缅甸、柬埔寨、印度尼西亚、斯里兰卡、印度、孟加拉国、锡金、老挝、不丹、越南、泰国以及中国大陆的广东、海南、云南、广西、江西、贵州、香港、湖南等地，生长于海拔500米至1,600米的地区，一般生于低海拔的山谷密林下，目前尚未由人工引种栽培。